# Велинка
Ве́линка — река в Раменском районе Московской области России, правый приток Москвы-реки.
Берёт начало у деревни Подберёзное, впадает в Москву-реку в 1,5 км выше города Бронницы. Название происходит от располагавшегося на реке села Велино. На Велинке расположены деревни Подберёзное, Васильево, Петровское, Денежниково, Дьяково, село Нижнее Велино.
Длина — 16 км, площадь водосборного бассейна — 163 км². Равнинного типа. Питание преимущественно снеговое. Велинка замерзает в ноябре — начале декабря, вскрывается в конце марта — апреле.
Туристов и грибников привлекают светлые берёзовые рощи по берегам Велинки, которые слывут самыми грибными местами в ближнем Подмосковье. Основной приток — река Нищенка.

## Данные водного реестра
По данным государственного водного реестра России и геоинформационной системы водохозяйственного районирования территории РФ, подготовленной Федеральным агентством водных ресурсов:
- Бассейновый округ — Окский
- Речной бассейн — Ока
- Речной подбассейн — бассейны притоков Оки до впадения реки Мокши
- Водохозяйственный участок — Москва от водомерного поста у деревни Заозерье до города Коломны